# Bilbil arabski
Bilbil arabski (Pycnonotus xanthopygos) − gatunek małego, śpiewającego ptaka z rodziny bilbili (Pycnonotidae), zamieszkującego Bliski Wschód. Nie wyróżnia się podgatunków. Nie jest zagrożony wyginięciem.

## Występowanie
Występuje w Palestynie, Izraelu, Libanie, Syrii, Jordanii, w Egipcie (półwysep Synaj) i aż po Półwysep Arabski. Na terenie Turcji spotykany jest u wybrzeży Morza Śródziemnego, od Kaş na zachodzie po Türkoğlu na wschodzie.

## Charakterystyka
U tego gatunku nie występuje dymorfizm płciowy. Młode osobniki mają bardziej brązowawą głowę i mniej wyrazisty pierścień wokół oczu.

### Wymiary
- długość ciała: 19–21 cm
- rozpiętość skrzydeł: 20–25 cm
- masa ciała: 31–43 g

## Biotop
Prowadzi osiadły tryb życia w ogrodach, na plantacjach i w miastach.

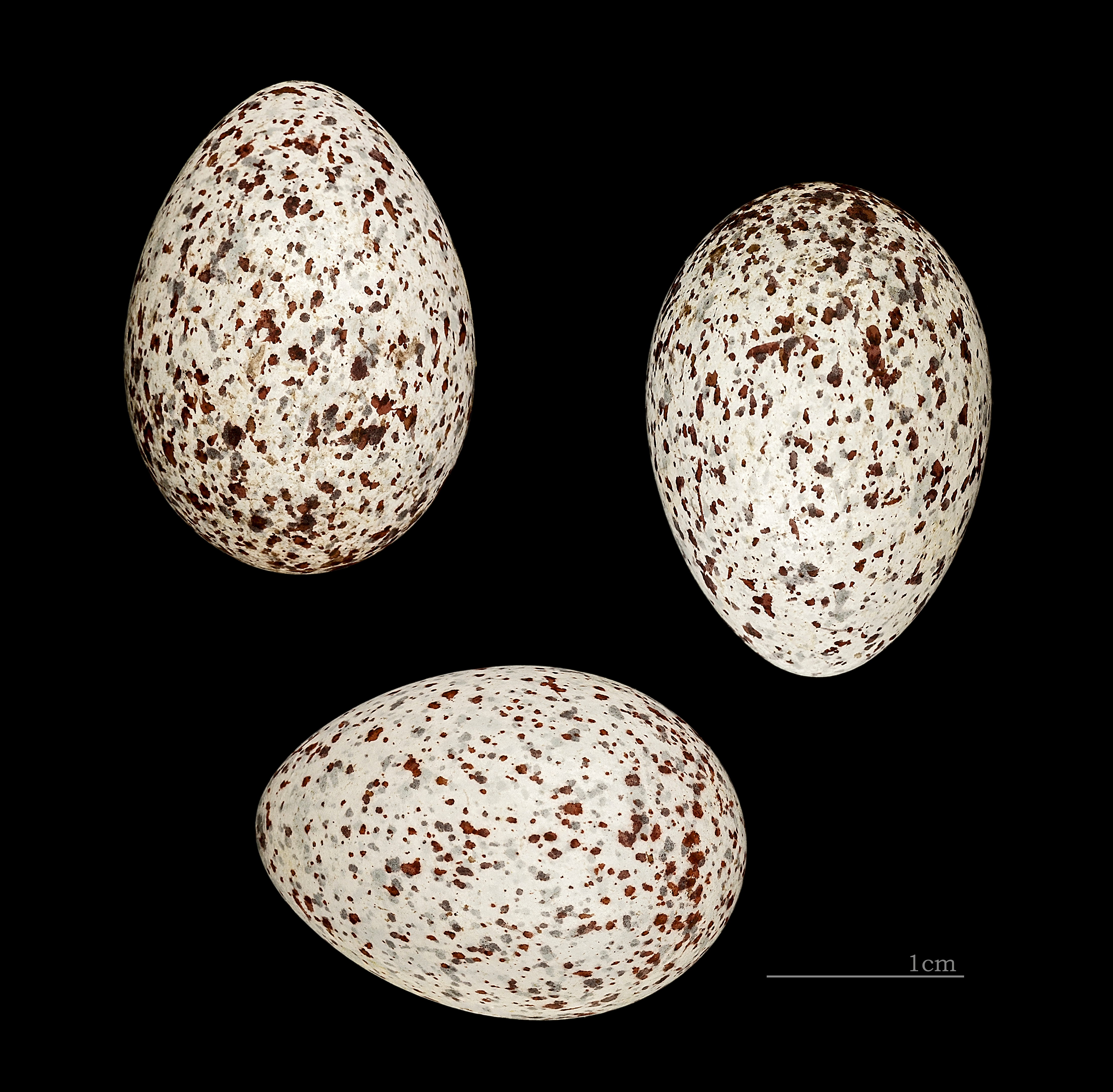
Jaja z kolekcji muzealnej

## Zachowanie
Często przesiaduje w eksponowanych miejscach. Przemieszcza się w hałaśliwych stadach. Często przebywa w ogrodach, gdzie nie jest płochliwy. Buduje niewielkie gniazda z gałązek, łodyg traw, liści i mchu. Lokalizuje je na ogół w krzakach. Ściele je włosami, startą korą i kawałkami korzeni.

## Pożywienie
Zazwyczaj owoce i owady, bardzo rzadko kwiaty.

## Status
Międzynarodowa Unia Ochrony Przyrody (IUCN) uznaje bilbila arabskiego za gatunek najmniejszej troski (LC, least concern) nieprzerwanie od 1988 (stan w 2025). Liczebność populacji szacuje się na około 6 milionów dorosłych osobników. Trend liczebności populacji uznaje się za wzrostowy ze względu na poszerzanie zasięgu ułatwione przez rozwój obszarów miejskich i rolnictwa.